# 푸바자

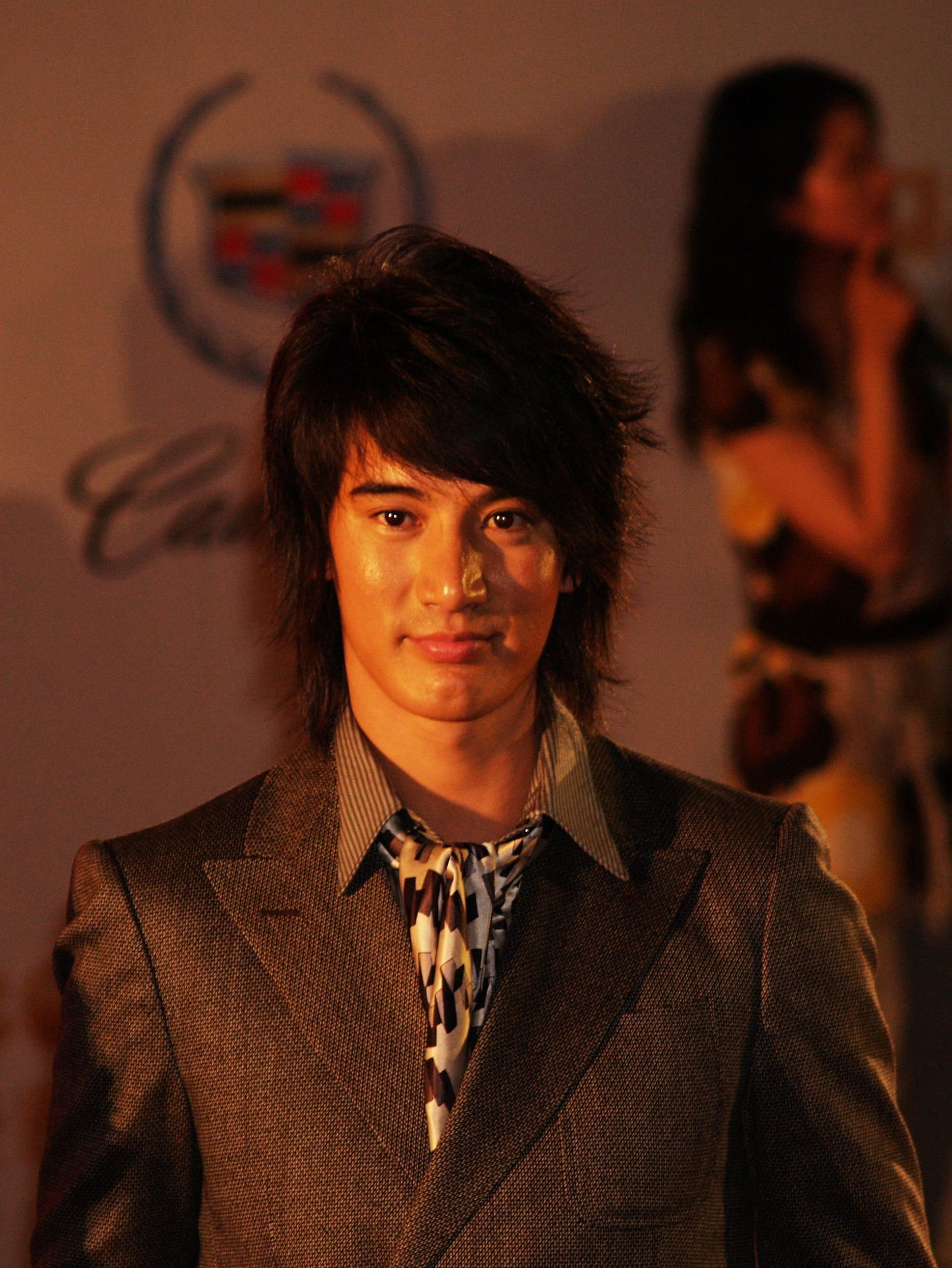

푸바자(중국어: 蒲巴甲, 병음: Pú Bājiǎ, 한자음: 포파갑, 영어: Purba Rgyal, 1985년 7월 8일 ~ )은 중국의 가수, 배우, 텔레비전 배우이다. 티베트족 출신이며 쓰촨성 아바 티베트족 창족 자치주 진촨현에서 태어났다.

## 방송
- 정정삼생
- 수당영웅
- 신오룡산초비기
- 여와전설지령주

## 영화
- 현장법사: 서유기의 시작 (2016년)
- 정정삼생 (2014년)
- 4층 B블록 (2013년)
- 척야 (2013년)
- 어메이징 (2013년)
- 백만거악 (2012년)
- 수당영웅 (2012년)
- 신오룡산초비기 (2012년)
- 혈적자: 황제암살단 (2012년)